# Gesonia concors
Gesonia concors là một loài bướm đêm trong họ Noctuidae.